# Wschodni Rocznik Humanistyczny
Wschodni Rocznik Humanistyczny – periodyk naukowy wydawany przez Towarzystwo Nauki i Kultury „Libra” w Lublinie od 2004 roku. Zamieszczane w nim są artykuły naukowe, rozprawy i studia, materiały, źródła, polemiki, recenzje i sprawozdania. Publikacje mają charakter interdyscyplinarny i dotyczą Europy Centralnej oraz Wschodniej, w tym krajów wchodzących niegdyś w skład Rzeczypospolitej Obojga Narodów, Imperium Rosyjskiego i Związku Sowieckiego. Prawie jedna trzecia opublikowanych prac jest autorstwa uczonych z krajów Europy Wschodniej.
Radę Naukową tworzy międzynarodowe gremium, w którym znaleźli się m.in. prof. dr hab. Rolf Fieguth z Uniwersytetu we Fryburgu, prof. dr hab. Mirosław Piotrowski z Katolickiego Uniwersytetu Lubelskiego, prof. dr hab. Marek Plewczyński, dr hab. Maria Starnawska i dr hab. Marek Wagner z Uniwersytetu w Siedlcach, prof. dr hab. Krzysztof Skupieński z Uniwersytet Marii Curie-Skłodowskiej w Lublinie, prof. dr hab. Tadeusz M. Trajdos z Instytutu Historii PAN oraz inni wykładowcy i pracownicy z Uralskiego Uniwersytetu Federalnego w Jekaterynburgu, Uniwersytetu Michała Römera w Wilnie, Itä-Suomen yliopisto w Finlandii Wschodniej, Uniwersytetu Harvarda, Biblioteki Książąt Czartoryskich w Krakowie i in.
W kolegium redakcyjnym zasiadają m.in. prof. dr hab. Leszek Gawor (UR), prof. u. dr hab Artur Górak (redaktor naczelny, UMCS, UKSW), prof. u. dr hab Krzysztof Latawiec (UMCS), prof. u. dr hab. Dariusz Magier (z-ca redaktora naczelnego, Uniwersytet w Siedlcach), prof. u. dr hab. Tomasz Stępniewski (KUL).
Od 2017 r. corocznie ukazują się cztery numery czasopisma. Artykuły publikowane są po polsku, angielsku lub rosyjsku. Na stronie internetowej czasopisma dostępne są publikacje z numerów archiwalnych.
We „Wschodnim Roczniku Humanistycznym” w ciągu 20 lat ukazało się 658 artykułów: 495 autorów z Polski i 163 z zagranicy (24,77%).
Zgodnie z wykazem czasopism, opublikowanym 31 lipca 2019 roku, za publikację we „Wschodnim Roczniku Humanistycznym” w l. 2019-20 autorowi przysługiwało 20 pkt. za artykuły z historii, filozofii, nauki o polityce i administracji. Zgodnie z wykazem czasopism, opublikowanym 9 lutego 2021 roku, autorowi przysługiwało 40 punktów, zaś w 2023 r. – 100, a w 2024 r. – 70 pkt..
W 2023 r. redakcja czasopisma padła ofiarą prowokacji ze strony Konrada Szaciłowskiego, profesora nauk chemicznych, wykładowcy AGH, który przesłał do publikacji odpowiednio spreparowany artykuł na temat rzekomej filumenistyki Jana Pawła II. W zamierzeniu autora tekstu publikacja tejże mistyfikacji miała skompromitować niewłaściwy system punktowania czasopism naukowych, a także preferowanie przez ministerstwo Przemysława Czarnka periodyków bliskich ministrowi.   